# 中野区立若宮小学校
中野区立若宮小学校（なかのくりつ わかみやしょうがっこう）は東京都中野区にかつて存在した公立小学校。
2017年（平成29年）4月1日に中野区立大和小学校と統合し廃校。旧若宮小学校の校舎は、統合校の中野区立美鳩小学校となった。

## 概要
- 通称は「若小」（わかしょう）
- 校庭は中野区の小学校で一番大きい。また、全国でも珍しい芝生の校庭。休み時間には子供たちが芝生の上で寝転んだり、はだしで走り回っている。
- 1994年（平成6年）3月1日に香川県の小豆島にある小豆島町立苗羽小学校（壺井栄著『二十四の瞳』の舞台）と姉妹校の提携を交わした。姉妹校提携記念日（3月1日）の前後1週間を『姉妹校提携記念週間』とし、記念週間中の水曜日に『姉妹校記念集会』を行っている。

## 施設
- 校舎は南（本）校舎と北校舎からなる。
- 北校舎には生涯学習施設（オリーブ館）が隣接している。
- 特別教室はPCルーム、視聴覚室、和室、ランチルーム、図書室、家庭科室、音楽室、図工室がある。
- 校庭脇に池やビオトープがあり多くの生き物を観察することが出来る。

## 設備
- 普通教室にもエアコンと扇風機が設置されている。

## 交通
- 西武新宿線 鷺ノ宮駅下車 妙正寺川に沿って徒歩8分
- 西武新宿線 都立家政駅下車 徒歩7分
- JR線 阿佐ケ谷駅北口 関東バス（中村橋行）白鷺2丁目下車徒歩5分
- 西武池袋線 中村橋駅 下車 関東バス（阿佐ヶ谷行または荻窪行）白鷺2丁目下車徒歩5分
- JR線 中野駅北口 関東バス（野方行）野方駅下車15分

## 著名な出身者
- 田中裕二（爆笑問題）
- ひし美ゆり子（女優）
- 先崎学（将棋棋士）
- 升毅（俳優）
- 菊地涼子（宇宙飛行士）
- 今井眞一郎（ワシントン大学医学部 教授）
- 荒井泉（俳優）
- 辻塚一幸（山王病院　外科医）

※ 石宮智也 （Youtube 芸人）